# Tribunal d'État supérieur de Königsberg

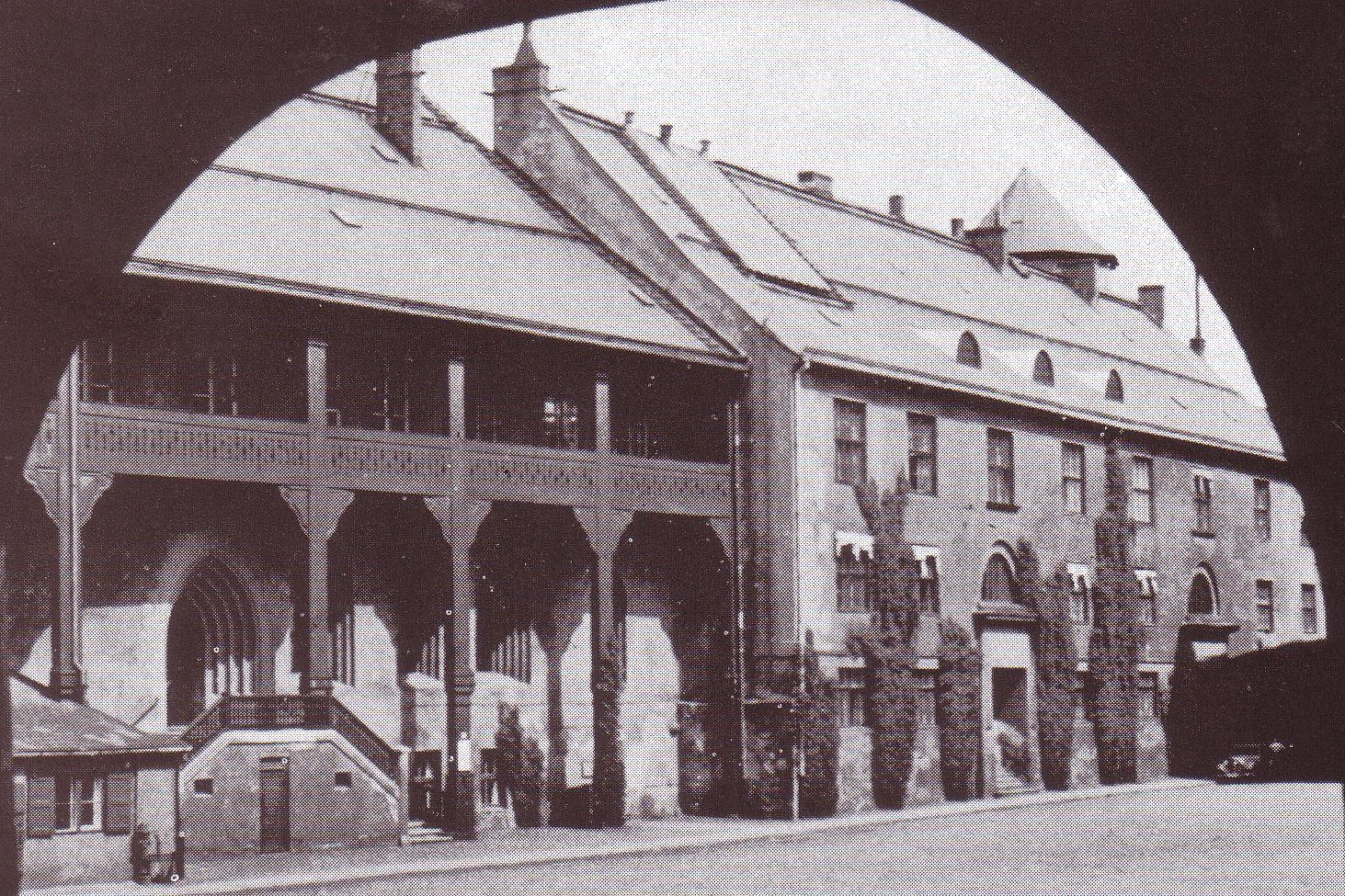
Aile nord du château de Königsberg : Tribunal d'État supérieur et tribunal du sang (en bas à gauche)

Le tribunal d'État supérieur de Königsberg est un tribunal supérieur de Prusse-Orientale. Le siège est Königsberg. Depuis l'entrée en vigueur des lois impériales sur la justice (de), le tribunal d'État supérieur s'inscrit dans la tradition de l'ancienne cour d'appel de Königsberg, fondée en 1657.

## Tribunaux subordonnés

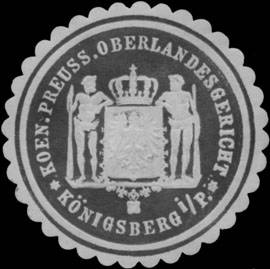
Marque de sceau jusqu'en 1918

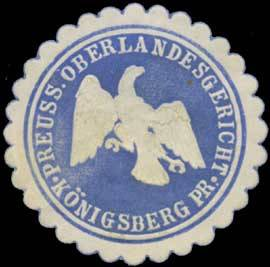
Marque de sceau 1921-1933

Au 1er octobre 1879, le tribunal d'État supérieur de Königsberg comprend initialement six tribunaux d'État et 70 tribunaux de district ; Dès 1882, un autre tribunal de district est ajouté à Wischwill et en divisant le district du tribunal d'État de Tilsit, le nouveau district du tribunal d'État de Memel est créé en 1885 ; Depuis lors, le nombre de tribunaux reste inchangé - jusqu'à la perte de la Lituanie prussienne et de Soldau :   
1. Tribunal d'État d'Allenstein (de) (10) – Allenstein, Gilgenburg, Hohenstein, Neidenburg, Ortelsbourg, Osterode, Passenheim, Soldau (cédé à la Pologne en 1920), Wartenburg et Willenberg (de)
2. Tribunal d'État de Bartenstein (de) (17) – Barten, Bartenstein, Bischofsburg, Bischofstein, Domnau, Friedland, Gerdauen, Guttstadt, Heilsberg, Kreuzburg (de), Landsberg, Nordenburg, Preußisch Eylau, Rastenbourg, Rößel, Schippenbeil et Seeburg
3. Tribunal d'État de Braunsberg (de) (10) – Braunsberg, Heiligenbeil, Liebstadt, Mehlsack, Mohrungen, Mühlhausen, Preußisch Holland, Saalfeld, Wormditt et Zinten
4. Tribunal d'État d'Insterbourg (de) (6) – Darkehmen, Goldap, Gumbinnen, Insterbourg, Pillkallen et Stallupönen
5. Tribunal d'État de Königsberg (de) (8) – Allenbourg, Fischhausen, Königsberg, Labiau, Mehlauken (de), Pillau, Tapiau et Wehlau
6. Tribunal d'État de Lyck (de) (10) – Angerbourg, Arys, Bialla, Johannisburg, Lötzen, Lyck, Marggrabowa, Nikolaiken, Rhein et Sensburg
7. Tribunal d'État de Tilsit (de) (6) – Heinrichswalde, Kaukehmen, Ragnit, Skaisgirren (de), Tilsit et Wischwill (de)
8. Tribunal d'État de Memel (de) (4) – Heydekrug, Memel, Prökuls, Ruß (de).

Le district judiciaire a une superficie totale d'environ 36 990 km 2 avec une population en 1890 de 1 958 663 habitants.
Le tribunal d'État de Zichenau (de) est créé pendant l'occupation allemande de la Pologne en 1939 par décret du 26 novembre 1940 en tant que neuvième tribunal d'État du district du tribunal  d'État supérieur de Königsberg. À la suite de l'attaque allemande contre l'Union soviétique qui commence le 22 juin 1941, Białystok est occupée par la Wehrmacht et le tribunal d'État de Bialystock (de) y est ensuite créé sous le nom de 10e tribunal d'État dans le district du tribunal régional supérieur.
Au cours de la phase finale de la Seconde Guerre mondiale, une partie du personnel judiciaire évacué de Rostock et, à partir du 24 février 1945, de Schwerin est transféré dans un « centre d'accueil pour la justice de la zone libre de Königsberg »,.

## Chef d'autorité

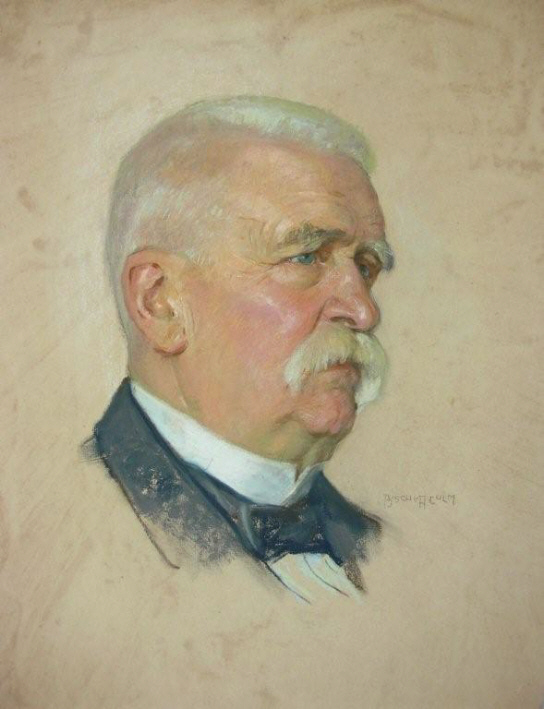
Wilhelm Schimmelpfennig, juge (Ernst Bischoff-Culm, 1910)

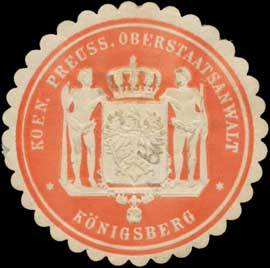
Sceau du procureur général jusqu'en 1918

Présidents
1819–9999: Carl von Wegnern (de)
1832–1868: Friedrich von Zander (de)
1879–1885: Karl Gustav von Goßler
1886–9999: inoccupé
1887–1899: Ernst von Holleben (de)
1900–1911: Karl Ludwig von Plehwe (de)
1913–1921: von der Trenck (de)
1922–1925: Karl Eichner
1926–1927: Max Witte
1928–9999: Bruno Krüger (de)
1929–1931: Hugo Holthöfer (de)
1932–1933: Walter Moehrs (de), président du tribunal d'État supérieur de Francfort-sur-le-Main (de) (1946–1948)
1933–1934: Otto Minde
1934–1937: Otto Hardt
1937–1944: Max Draeger (de)
1945–9999: Max Engel
Procureurs publics principaux/procureurs généraux
1880–1888: Otto Saro
1889–9999: inoccupé
1890–0000: Dahlke
1892–1899: Karl Ludwig von Plehwe (de)
1901–1911: E. P. F. Voswinckel
1913–1920: Preuß
1922–1929: Krause
1930–9999: Krause-Harder
1930–1933: Hans Danckwortt (de)
1934–0000: Franz Hagemann (de)
1937–0000: Günther Vollmer
1939–0000: Curt Capeller
1943–0000: Fritz Szelinski
1945–9999: Heinz Büttner (de)

## Procédures importantes
En 1842, Johann Jacoby est condamné à deux ans et demi de prison pour crime de lèse-majesté et « censure insolente et irrévérencieuse des lois de l’État ».
En 1904, le procès de la société secrète de Königsberg (de) contre Otto Braun et d'autres a lieu au tribunal d'État de Königsberg.